# Walter Schoenmaekers
Walter Schoenmaekers (Sint-Niklaas, 19 maart 1944) is een Belgische wetenschapper en ondernemer, vooral bekend omwille van zijn expertise in verschillende soorten straling.

## Biografie
Walter Schoenmaekers behaalde zijn diploma Burgerlijk Ingenieur Mechanica en Elektronica aan de KU Leuven in 1967. In 1971 behaalde hij aan dezelfde universiteit zijn doctoraat in Vaste Stof Fysica en Elektronica, met als onderwerp "Recombinatie en insluiting in germanium voor gammaspectroscopie".
In 1967 begon hij bij de ESAT-afdeling als assistent van Prof. Roger Van Overstraeten (de stichter van IMEC). Hij was daar een pionier bij de eerste experimentele productie van geïntegreerde schakelingen op silicium. In 1968 vervoegde hij de halfgeleiderdivisie van Metallurgie Hoboken Overpelt (UMICORE), voor R&D op het gebied van hoogzuiver silicium en germanium voor α-, β- en γ-spectroscopie. Hij bouwde er onder meer de allereerste cleanroom omgeving, en zette zo een nieuwe standaard op het vlak van kwaliteitsnormen in de halfgeleiderindustrie.
Walter Schoenmaekers werd begin de jaren 1980 benaderd door Canberra om een detectorproductiebedrijf in Europa op te zetten. Er werd een joint venture opgericht voor de productie van Ge-detectors. Zo werd op 1 april 1981 Canberra Semiconductor N.V. (CSNV) opgericht in Geel, met Walter Schoenmaekers als algemeen directeur.
In 1983 richtte de Belgische overheid een T-Zone (belastingvrije zone) op in Olen, vlak bij de vestiging van CSNV. Walter Schoenmaekers leidde het onderzoek dat uitmondde in de investering in siliciumtechnologie (toen een nieuwe high-tech venture), en de verhuis naar een nieuwe vestiging in de T-Zone. Zo kwam CSNV in aanmerking voor een belastingvrije status voor 10 jaar, en voor R&D-subsidies en subsidies voor apparaatontwikkeling. In december 1984 was de nieuwe fabriek van 1000 vierkante meter klaar.
In mei 1986 vond het nucleaire ongeluk in Tsjernobyl plaats, en Canberra werd opgeroepen om een enorme hoeveelheid Ge-detectors en systemen te leveren voor alles van voedselanalyse tot tellers voor het hele lichaam. Het verkoopvolume bij CSNV verdrievoudigde letterlijk tussen boekjaar 1986 en boekjaar 1987. Er kwam nog meer groei in boekjaar '88, gevolgd door een daling als gevolg van een verzadigde markt in boekjaar '89. Opmerkelijk in die periode is de snelheid waarmee CSNV in staat was om de productie op te voeren.
In 1990 verliet Walter Schoenmaekers Canberra en werd hij algemeen directeur van Theuma, een van de grootste producenten van deursets (binnendeuren en kozijnen) in Europa.
In 1993 werd Walter Schoenmaekers voorzitter van de raad van bestuur bij Caeleste, een turn-key leverancier van geavanceerde CMOS-beeldsensoren. Caeleste is de bedenker van vele nieuwe concepten zoals hoge-snelheid, lage-ruis beeldsensoren, indirecte röntgendetectoren met foton-telling, kleuren röntgensensoren en sub-0,5 ruis elektron-leesruis CMOS pixels.
In de tweede helft van zijn loopbaan was Walter Schoenmaekers actief als business angel. Hij investeerde in verschillende startups in verschillende sectoren en begeleidde ze in hun groei, zoals ingenieursbureau ESI-CIT Group, radiologiespecialist Radiomatix, en Moochie Frozen Yogurt.

## Persoonlijk leven
Walter Schoenmaekers is gehuwd met Lieve De Beenhouwer. Samen hebben zij drie kinderen: Els, Raf en Greetje.